# Église Santa Croce de Venise
L'église Santa Croce est une église catholique à Giudecca (Venise), en Italie.

## Histoire
On ignore les origines de ce monastère bénédictin qui apparaît pour la première fois dans un décret du Maggior Consiglio de 1328. L'église en style toscan fut reconstruite entre 1509 et 1515, quand elle a été consacrée. Elle fut réputée pour les précieuses reliques qui y étaient conservées. Le temple disposait de cinq autels. Dans l'une des chapelles était vénérée un beau Christ en marbre blanc, œuvre de Giacomo Colonna.
Ce monastère fut réuni, par des bulles papales d'Eugène IV (1439) et de Sixte IV (1471), avec les églises de San Cipriano de Sarzan, Santa Felicita de Romano, San Giorgio de Castelfranco, San Domenico de Tusculano et Sant'Angelo de Contorta.
Parmi les abbesses se trouva la saint Eufemia Giustinian (+1486), nièce de saint Laurent Justinien (1426-1486), et la bienheureuse Illuminata Bembo.
La construction de l'église de Santa Croce a commencé en 1515; elle fut consacrée 7 ans plus tard par le patriarche Antonio Contarini.
La propriété fut reversée à l'État par procès-verbal du 20 juin 1806, en exécution du Décret Royal du 8 juin 1805. La communauté fut concentrée à l'église San Zaccaria, tandis que le monastère, ainsi que l'église, furent convertis en maison de correction en 1811.

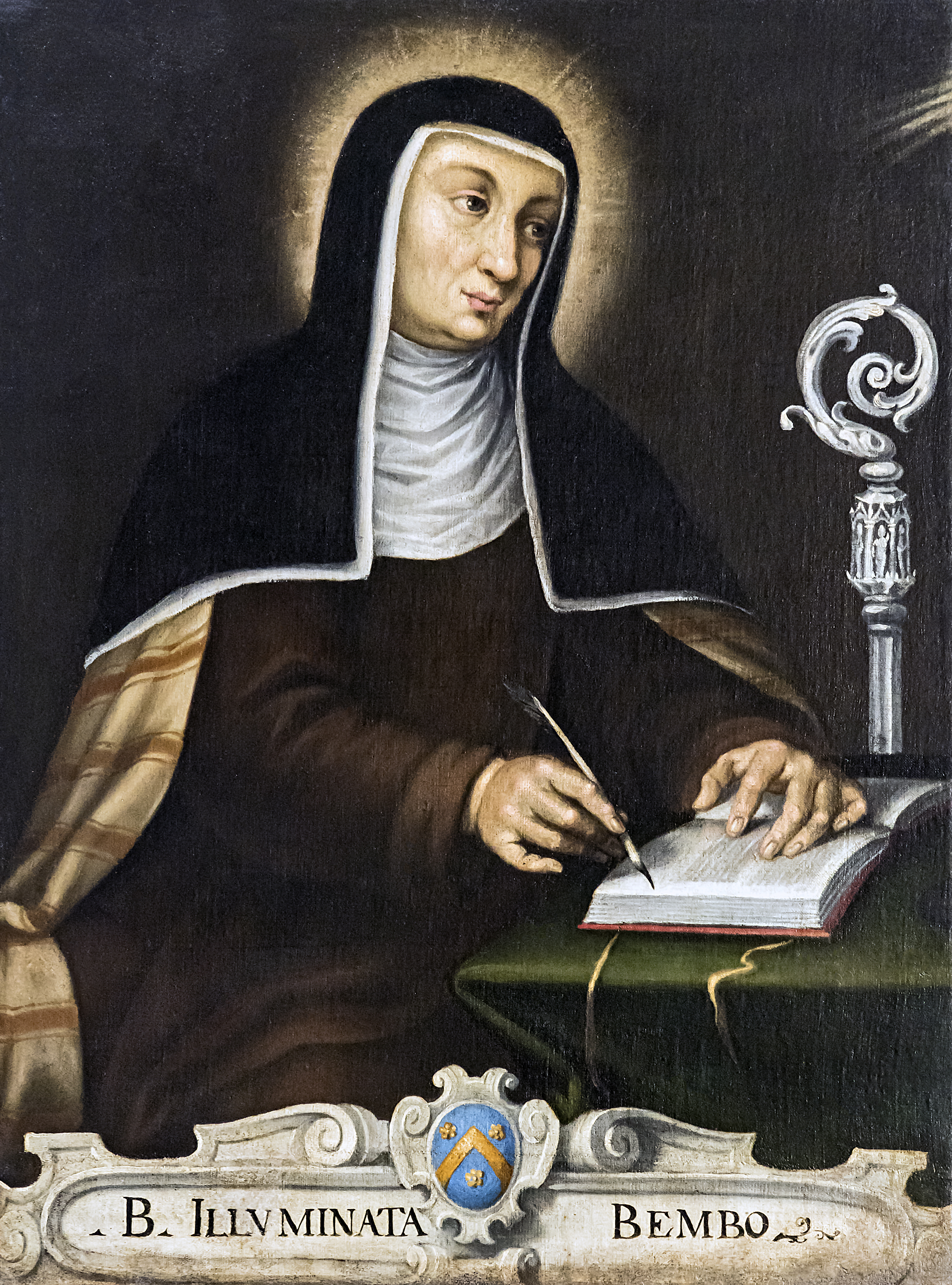
La bienheureuse Illuminata Bembo
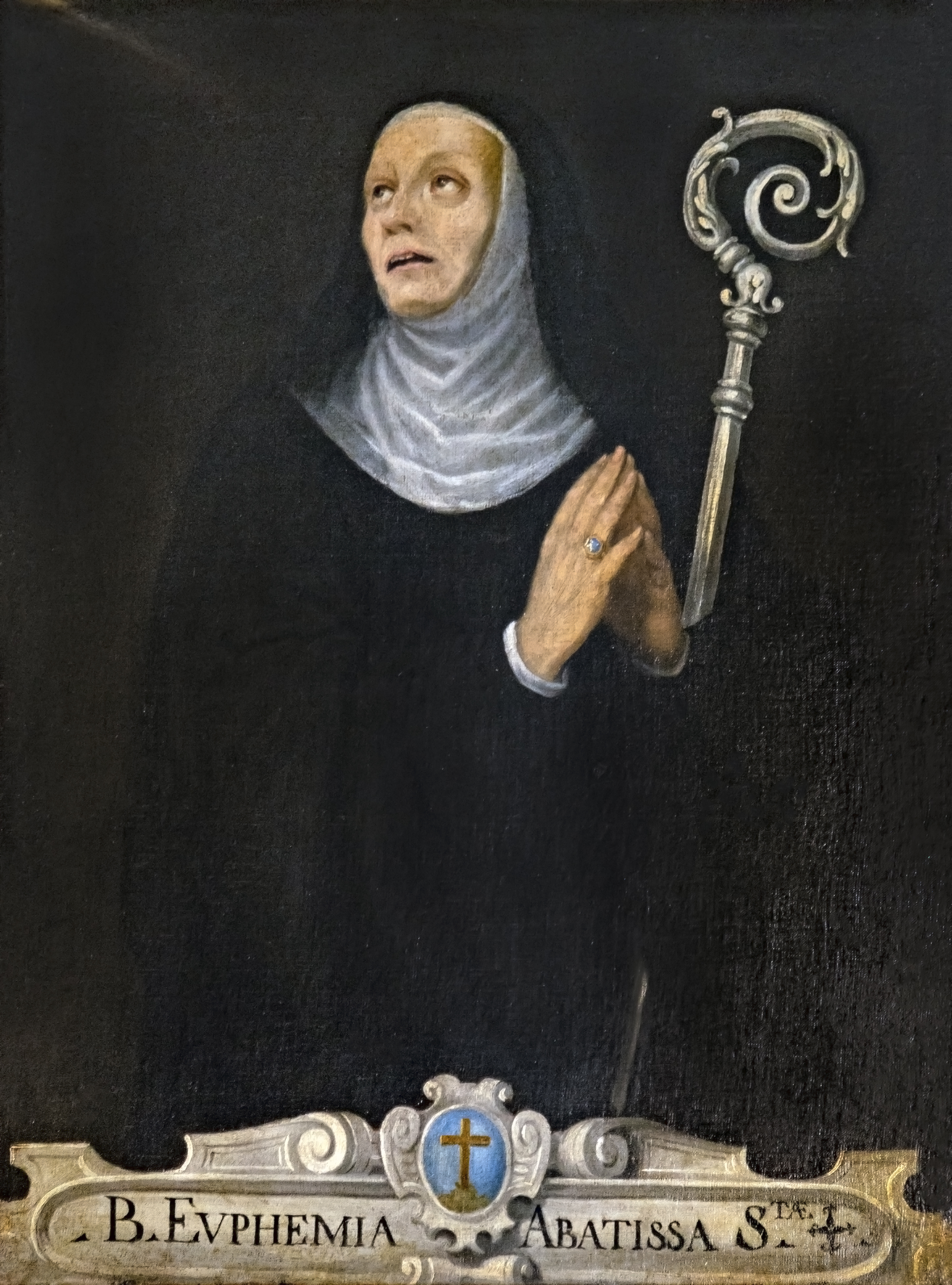
La bienheureuse Euphemia Giustiniani
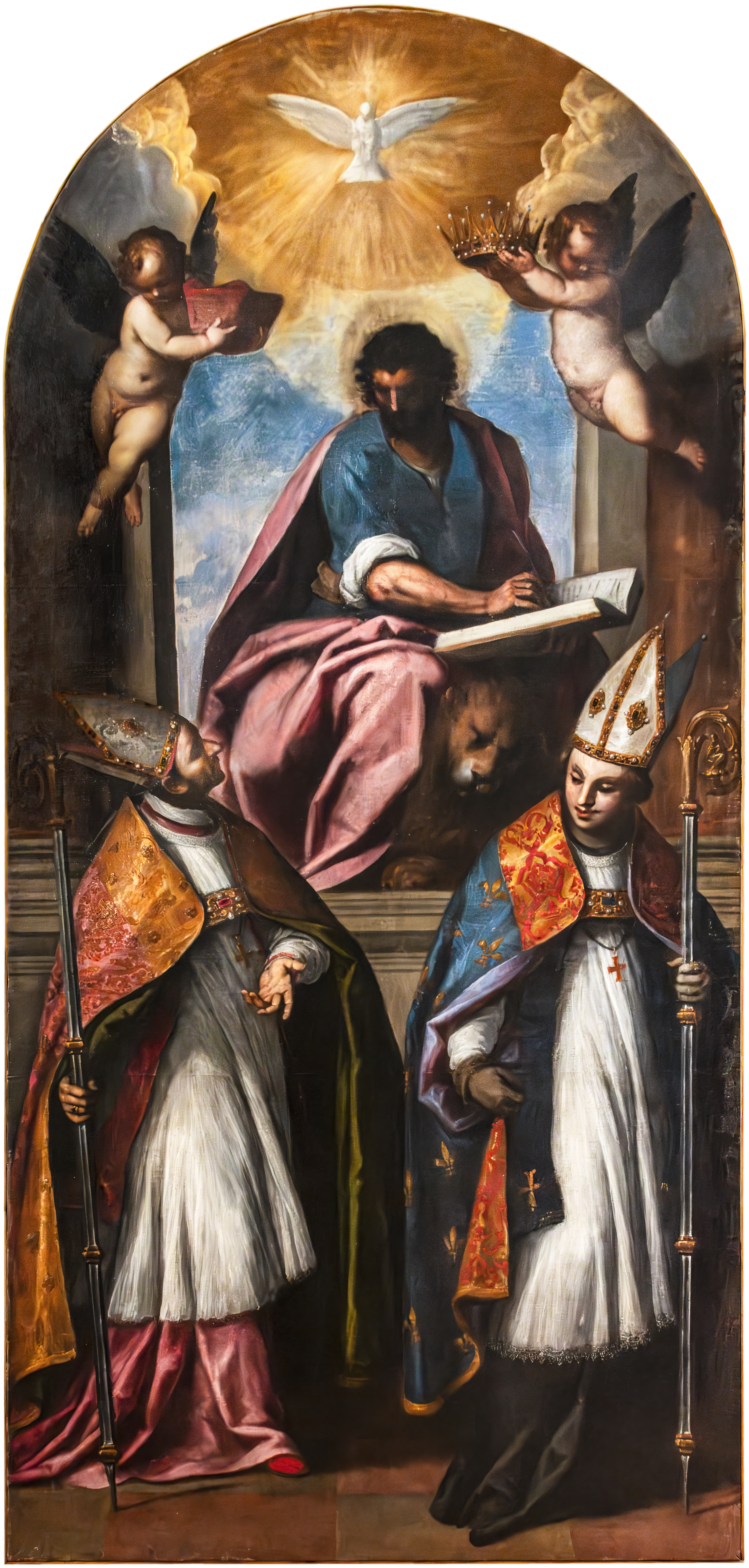
Saint Marc intronisé avec les saints Charles Borromée et Louis de Toulouse - Palma il Giovane

## Sources
- La Giudecca nella storia, Sicinio Bonfanti, Venise, Libr.Emiliani Edit., 1930.